# اتفاق المباني وافتراق المعاني (كتاب)
اتفاق المباني وافتراق المعاني هو كتاب من تأليف أبي الربيع سليمان بن بنين بن خلف بن عوض تقي الدين النحوي المصري المتوفي سنة 613 هـ. طبع لأول مرة عام 1985م في عمان بتحقيق يحيى عبد الرؤوف جبر.